# Carter County Ominium
Le Carter County Ominium est une course cycliste américaine disputée au mois de juin à Johnson City, dans l'État du Tennessee. Créée en 2006, elle est organisée par le Tri-Cities Road Club.
La compétition est divisée en plusieurs épreuves distinctes, selon le genre, l'âge et la catégorie des participants.

## Présentation
Le Carter County Ominium et se déroule sur trois étapes : une course ligne au profil difficile, un court contre-la-montre et un critérium.
En 2017, la course fête sa douzième édition.

## Palmarès depuis 2009

### Élites Hommes
| Année                 | Vainqueur            | Deuxième          | Troisième        |
| --------------------- | -------------------- | ----------------- | ---------------- |
| Johnson City Omnium   |                      |                   |                  |
| 2009                  | John DeLong          | Adam Ray          | Eric Murphy      |
| 2010                  | Eric Murphy          | Spencer Gaddy     | Noah Metzler     |
| 2011                  | Brian Sheedy         | Scott Stewart     | Oscar Clark      |
| 2012                  | Robert Sweeting (en) | Joseph Welsh      | Spencer Gaddy    |
| 2013                  | Shawn Gravois        | Brian Sheedy      | Chris Uberti     |
| 2014                  | Stephen Bassett      | Joseph Lewis      | Winston David    |
| 2015                  | Nolan Tankersley     | Ian Garrison      | Frank Travieso   |
| 2016                  | Oliver Flautt        | Winston David     | Johnathan Freter |
| 2017                  | Bryan Lewis          | Winston David     | Griffin Easter   |
| 2018                  | Tanner Ward          | Winston David     | Zach Nehr        |
| 2019-2020             | pas de course        |                   |                  |
| Carter County Ominium |                      |                   |                  |
| 2021                  | Stephen Bassett      | Ricky Arnopol     | William Hardin   |
| 2022                  | Miles Hubbard        | Caleb Langley     | Ryan Scott       |
| 2023                  | Trevor August        | Andrew Strohmeyer | Stephen Bassett  |

### Élites Femmes
| Année                 | Vainqueur       | Deuxième          | Troisième             |
| --------------------- | --------------- | ----------------- | --------------------- |
| Johnson City Omnium   |                 |                   |                       |
| 2009                  | Melissa Petty   | Mary Mayhew       | Lisa Starmer          |
| 2010                  | Parri Gilbride  | Nichole Tower     | Lisa Starmer          |
| 2011                  | Ashley James    | Mary Cerkey       | Colleen Cornelius     |
| 2012                  | Anna Barensfeld | Sara Tussey (en)  | Katie Ryan            |
| 2013                  | Emily Shields   | Katherine Shields | Erica Zaveta (en)     |
| 2014                  | Debbie Milne    | Amanda Ragle      | Tarah Cole            |
| 2015                  | Debbie Milne    | Sarah Matchett    | Allison Arensman (en) |
| 2016                  | Hannah Arensman | Jennifer Caicedo  | Stephanie Nave        |
| 2017                  | Mikayla Harvey  | Lorena Vargas     | Manuela Escobar       |
| 2018                  | Luisa Montavita | Rocio Parrado     | Stephanie Cucaz       |
| 2019-2020             | pas de course   |                   |                       |
| Carter County Ominium |                 |                   |                       |
| 2021                  | Florence Howden | Sommers Creed     | Debbie Milne          |
| 2022                  | Florence Howden | Claire Windsor    | Sarah Schuetter       |
| 2023                  | Florence Howden | Marjie Bemis      | Katherine Shields     |